# Fructose-1,6-difosfaat
Fructose-1,6-difosfaat of Fructose-1,6-bifosfaat is een gefosforyleerde suiker, dat in de glycolyse als tussenproduct een belangrijke rol speelt. De β-D-vorm is het isomeer dat in de natuur het meeste voorkomt.

## Biologische betekenis
Fructose-1,6-difosfaat is een belangrijk tussenproduct bij de koolhydraatstofwisseling, zoals bij de afbraak van glucose. Het wordt bij de glycolyse gevormd uit fructose-6-fosfaat, wat door een fosfofructokinase onder verbruik van ATP gefosforyleerd wordt. Een aldolase splitst in de daarop volgende reactie fructose-1,6-difosfaat in twee C3-bouwstenen: glyceraldehyde-3-fosfaat en dihydroxyacetonfosfaat.
Ook bij de vorming van glucose bij de gluconeogenese ontstaat fructose-1,6-difosfaat, dat vervolgens omgezet wordt in fructose-6-fosfaat, dat dan verder omgezet wordt in glucose-6-fosfaat.
Ten slotte kan fructose-1,6-difosfaat ook het pyruvaatkinase reguleren: de pyruvatkinasen in de lever, de nieren en in de rode bloedcelen worden door fructose-1,6-difosfaat allosterisch geactiveerd.